# Киріївська сільська рада
Кирі́ївська сільська́ ра́да — адміністративно-територіальна одиниця та орган місцевого самоврядування в Сосницькому районі Чернігівської області. Адміністративний центр — село Киріївка.

## Загальні відомості
Киріївська сільська рада утворена у 1918 році.
- Територія ради: 31,25 км²
- Населення ради: 558 осіб (станом на 2001 рік)

## Населені пункти
Сільській раді були підпорядковані населені пункти:
- с. Киріївка

## Склад ради
Рада складалася з 14 депутатів та голови.
- Голова ради: Васюк Наталія Дмитрівна
- Секретар ради: Лойченко Аліна Сергіївна

### Керівний склад попередніх скликань
| Прізвище, ім'я, по батькові   | Основні відомості                                                                       | Дата обрання | Дата звільнення |
| ----------------------------- | --------------------------------------------------------------------------------------- | ------------ | --------------- |
| Лойченко Валентина Миколаївна | Сільський голова, 1956 року народження, освіта середня спеціальна, позапартійна         | 26.03.2006   | 31.10.2010      |
| Лойченко Валентина Миколаївна | Сільський голова, 1956 року народження, освіта середня спеціальна, позапартійна         | 31.10.2010   | 16.12.2012      |
| Васюк Наталія Дмитрівна       | Сільський голова, 1976 року народження, освіта середня спеціальна, член Партії регіонів | 16.12.2012   |                 |

Примітка: таблиця складена за даними сайту Верховної Ради України

### Депутати
За результатами місцевих виборів 2010 року депутатами ради стали:

#### За суб'єктами висування
| Суб'єкт висування                                       | Кількість обраних депутатів | %    |
| ------------------------------------------------------- | --------------------------- | ---- |
| Партія регіонів                                         | 11                          | 78,6 |
| Політична партія Всеукраїнське об'єднання «Батьківщина» | 2                           | 14,3 |
| Політична партія «Сильна Україна»                       | 1                           | 7,1  |

#### За округами
| № округу                                                | Прізвище, ім'я, по батькові   | Дата визнання обраним | Освіта             | Партійна приналежність                        | Відомості про обраного депутата                                      |
| ------------------------------------------------------- | ----------------------------- | --------------------- | ------------------ | --------------------------------------------- | -------------------------------------------------------------------- |
| Партія регіонів                                         |                               |                       |                    |                                               |                                                                      |
| 1                                                       | Матвієнко Андрій Петрович     | 04.11.2010            | середня            | член Партії регіонів                          | тимчасово не працює                                                  |
| 2                                                       | Милейко Любов Василівна       | 04.11.2010            | середня            | член Партії регіонів                          | Новгород- Сіверський сирзавод, приймальниця молока                   |
| 3                                                       | Мурашко Олексій Миколайович   | 04.11.2010            | середня спеціальна | член Партії регіонів                          | Киріївський будинок культури, директор                               |
| 5                                                       | Лойченко Ганна Григорівна     | 04.11.2010            | середня            | член Партії регіонів                          | Киріївська загальноосвітня школа І-ІІ ст., підсобний працівник кухні |
| 6                                                       | Семенцова Світлана Вікторівна | 04.11.2010            | середня спеціальна | член Партії регіонів                          | Киріївський медичний пункт, фельдшер                                 |
| 8                                                       | Щукіна Ніна Борисівна         | 04.11.2010            | вища               | член Партії регіонів                          | Киріївська загальноосвітня школа І-ІІ ст., вчитель                   |
| 9                                                       | Борисенко Надія Яківна        | 04.11.2010            | вища               | член Партії регіонів                          | Киріївська сільська рада, секретар                                   |
| 11                                                      | Литвиненко Ганна Пантеліївна  | 04.11.2010            | середня спеціальна | позапартійна                                  | Киріївський магазин, продавець                                       |
| 12                                                      | Максименко Параска Григорівна | 04.11.2010            | середня спеціальна | член Партії регіонів                          | Куликівське ММЗ, приймальниця молока                                 |
| 13                                                      | Лойченко Аліна Сергіївна      | 04.11.2010            | вища               | член Партії регіонів                          | Киріївська сільська рада, касир                                      |
| 14                                                      | Небожа Ярослав Володимирович  | 04.11.2010            | середня            | позапартійний                                 | тимчасово не працює                                                  |
| Політична партія Всеукраїнське об'єднання «Батьківщина» |                               |                       |                    |                                               |                                                                      |
| 4                                                       | Лойченко Ганна Михайлівна     | 04.11.2010            | вища               | член Всеукраїнського об'єднання «Батьківщина» | Киріївська загальноосвітня школа І-ІІ ст., вчитель                   |
| 10                                                      | Падалиця Надія Іванівна       | 04.11.2010            | вища               | член Всеукраїнського об'єднання «Батьківщина» | Киріївська загальноосвітня школа І-ІІ ст., вчитель                   |
| Політична партія «Сильна Україна»                       |                               |                       |                    |                                               |                                                                      |
| 7                                                       | Лисич Тамара Олександрівна    | 04.11.2010            | середня спеціальна | член Політичної партії «Сильна Україна»       | Киріївська сільська рада, бухгалтер                                  |